# 萩・三隅道路

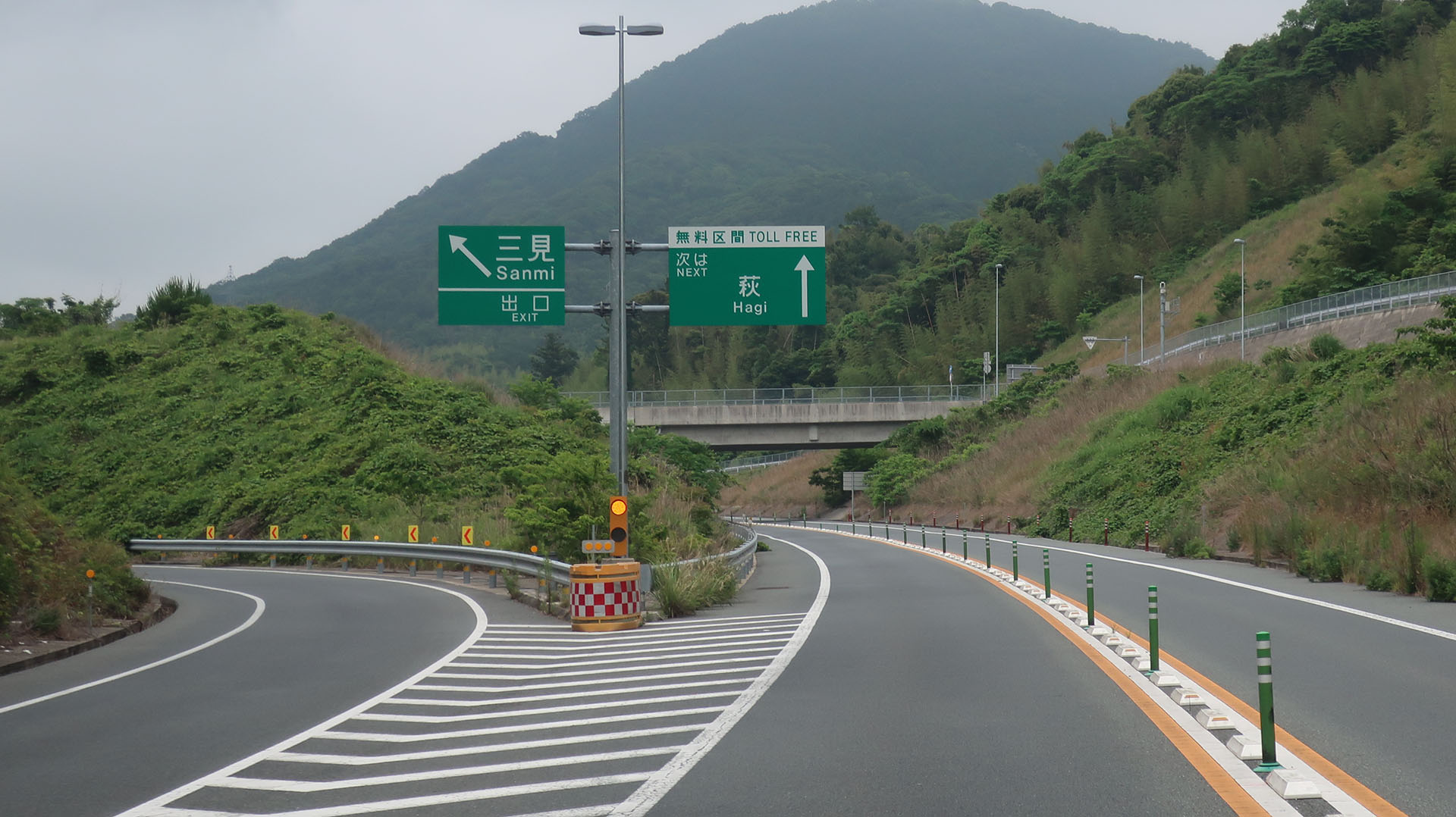
萩・三隅道路 三見IC出口付近
山口県萩市三見

萩・三隅道路（はぎ・みすみどうろ）は、山口県長門市三隅中から山口県萩市椿に至る延長15.2kmの高規格幹線道路で、山陰自動車道に並行する国道191号の自動車専用道路である。

## 概要
長門市と萩市にまたがる国道191号の鎖峠付近は、急峻な山肌を縫う様にして走っているため、崖崩れの危険性が高く、大雨の際に通行止としている状況である。この状況の解消を目的として国土交通省が1992年（平成4年）8月21日に都市計画決定を受け事業化、1996年度（平成8年度）より工事に着手した。暫定2車線による総事業費は780億円。
2008年（平成20年）2月23日に三隅IC-明石IC間 (7.1km) が開通、2011年（平成23年）9月23日に残る明石IC - 萩IC間 (9.1km) が開通した。
部分開通当初、案内標識などでは「山陰道」の表現は用いられていなかった（開通時の記者発表では「山口県初の山陰道」として表現されていた）が、全線開通を機に道路名称（呼称）として「山陰道」の表現が用いられることになった。

## インターチェンジなど
- 施設名欄の背景色が■である部分は施設が供用されていない、または完成していないことを示す。

| 施設名                                   | 接続路線名                  | 三隅から (km) | キロポスト (km) | 備考 | 所在地 |
| ---------------------------------------- | --------------------------- | ------------- | --------------- | ---- | ------ |
| E9 山陰自動車道 三隅・長門道路（事業中） |                             |               |                 |      |        |
| 三隅IC                                   | 国道191号（現道）           | 0.0           | 86.5            |      | 長門市 |
| 明石IC/PA                                | 県道64号萩三隅線            | 7.1           | 93.6            |      | 萩市   |
| 三見IC                                   | 県道296号三見停車場三見市線 | 9.5           | 96.0            |      | 萩市   |
| 萩IC                                     | 県道32号萩秋芳線            | 15.2          | 101.7           |      | 萩市   |
| E9 山陰自動車道 大井・萩道路（事業中）   |                             |               |                 |      |        |

山陰自動車道は鳥取県鳥取市を起点としており西向きが下り線だが、山口県下関市を起点とする国道191号（東向きが下り線）のバイパスとして建設されたため、萩・三隅道路としては三隅側が起点となる。実際のキロポストも国道191号に準じたものとなっている。